# Anthurium vinillense
Anthurium vinillense är en kallaväxtart som beskrevs av George Sydney Bunting. Anthurium vinillense ingår i släktet Anthurium och familjen kallaväxter. Inga underarter finns listade.